# Pelham (New Hampshire)
Pelham – miasto w Stanach Zjednoczonych, w stanie New Hampshire, w hrabstwie Hillsborough.